# Palazzo Montecatini (primo)
Il Palazzo Montecatini è un edificio del centro di Milano, sito in Via della Moscova 3, angolo Largo Donegani, ad uso uffici. Fu progettato dallo Studio Ponti-Fornaroli-Soncini tra il 1935 e il 1938. Ci si riferisce spesso a esso come Primo Palazzo Montecatini per distinguerlo dall'altro palazzo Montecatini, anch'esso prospettante su Largo Donegani, progettato da Ponti e Fornaroli nel 1947-1951.

## Storia
"La storia dell'architettura moderna deve essere riconoscente in modo particolare agli industriali... per la creazione più rappresentativa delle moderne organizzazioni: gli uffici delle grandi amministrazioni. ... Il nuovo palazzo della Montecatini può essere considerato come un'opera di alta classe, [per] la serietà e modernità degli impianti, il calcolato tecnicismo, l'ardimento di taluni provvedimenti, come il condizionamento dell'aria."
Il Palazzo fu commissionato allo Studio Ponti-Fornaroli-Soncini da Guido Donegani, fondatore e presidente della Montecatini "con il preciso mandato di dotarlo di tutti i perfezionamenti fin qui sperimentati e realizzati in tutto il mondo." "L'intensa (e combattuta) collaborazione tra [i progettisti] e il committente ha fatto alzare il tiro ad entrambi e l'edificio ha raggiunto, nonché l'efficienza, l'immagine che divenne subito popolare al suo primo apparire".

## Caratteristiche
"A vincolare la nascita del progetto vi sono tre elementi: la preesistente costruzione [su via Turati del vecchio Palazzo Montecatini] da integrare alla nuova in un unico complesso; la sagoma dell'area destinata al nuovo intervento e i conseguenti allineamenti stradali; l'ambientazione stilistica con gli edifici attigui.  Ponti, Fornaroli e Soncini liberano la pianta [dalle forme classiche], consentendole di delinearsi nel modo più consono e razionale rispetto [alla forma del lotto e] alla distribuzione esterna e interna delle attività funzionali, dandole la forma di una H rastremata." Essa realizza una connessione naturale con l'edificio preesistente e "la centralizzazione degli uffici e dei servizi: nel braccio centrale sono posti gli uffici dei dirigenti; nei due corpi allungati gli altri uffici, che si trovano così a uguale distanza dai dirigenti." "Ma l'immagine dell'edificio è data non dal solenne fronte (arretrato, su una strada minore), bensì dalla parete laterale continua, sulla via principale (via Turati). Perfettamente liscia, con serramenti e cristalli a filo, questa impenetrabile parete appare senza spessore e la ripetizione delle aperture appare, significativamente, senza peso.  Nel contatto con la vecchia facciata del vecchio Palazzo Montecatini, con cui si allinea, questa parete aerea (piacque a Malaparte, piacque a Savinio) esprime il totale distacco delle due architetture."

### Il sistema spaziale

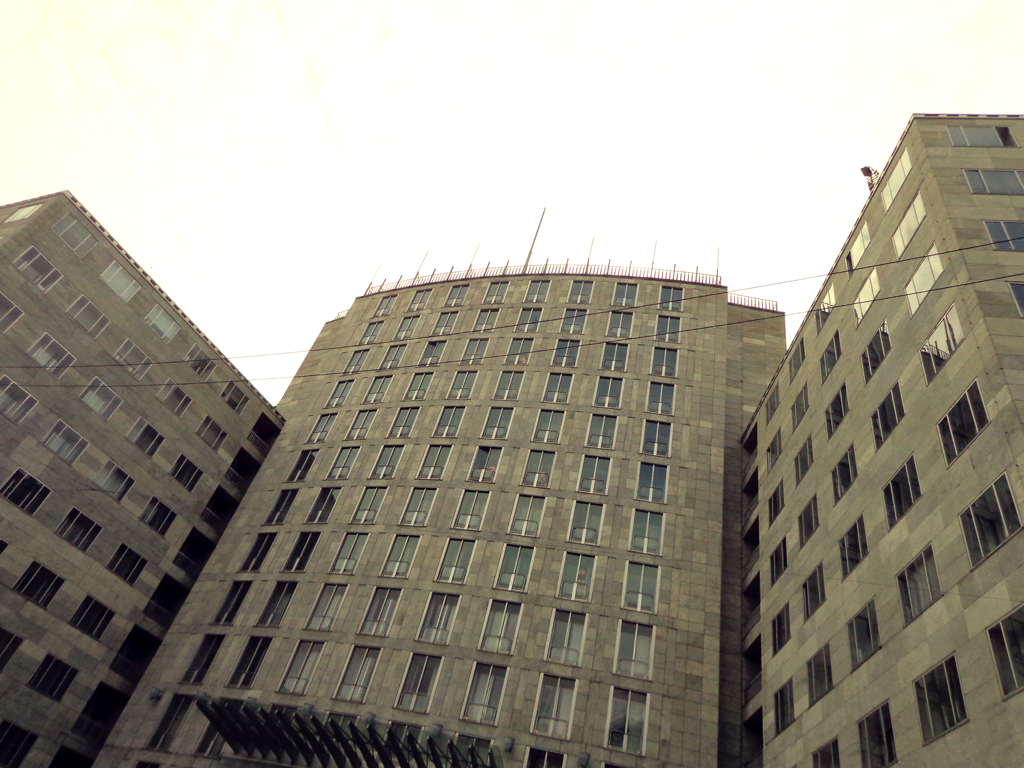
La facciata verso via Moscova

"Impostata sulla funzionale pianta ad H, con accesso a corte su via Moscova, la macchina d'uffici studiata da Ponti, Fornaroli e Soncini realizza il risultato di una perfetta coerenza progettuale tra il design dell'involucro e quello delle attrezzature interne."   Si è ricercata "l'unità dei rapporti, per cui tutte le sue forme nascono da una funzione naturale.... [Ad esempio,] i  progettisti hanno misurato la scrivania, che è il mobile dominante dell'ambiente di ufficio, e su questa misura hanno fissato il modulo di tutta la costruzione. ...  Gli assi di luce sono determinati dalla posizione di questi mobili; l'altezza dei davanzali è determinata dall'altezza degli scaffali. Ogni ufficio diventa uno spazio-modulo: nella addizione di questi elementi è immaginato tutto l'organismo." "Gli uffici sono divisi con "pareti trasparenti a settori mobili, che in breve tempo possono essere facilmente spostati." Lo spazio di lavoro è infatti un unico grande ambiente.

### Le fronti
"Il trattamento delle affilate superfici esterne è una precisa dichiarazione in favore della sincerità espressiva dei materiali predicata dal razionalismo. Le levigatissime pareti in marmo cipollino verde e i serramenti standardizzati in ferro e alluminio enfatizzano, infatti, il valore di pelle del rivestimento rispetto all'ordito strutturale della fabbrica."  "Marmo e alluminio, materiali Montecatini; quel marmo che Gio Ponti dice ho fatto tagliare i massi controverso e ho inventato un marmo nuovo, e lo chiama il tempesta." Di grande effetto è il risultato cromatico che combina il grigio-argento dell'alluminio degli infissi, al verde cangiante del marmo della facciata. L'edificio non ammette modanature né rilievi e le pareti a piombo precipitoso hanno nella finestra un modulo essenziale, ripetuto ritmicamente in orizzontale nei corpi di fabbrica laterali e in verticale nell'edificio centrale. Ponti, nonostante le dimensioni del Palazzo, lo immagina leggero e ne leviga l'esterno tenendo sullo stesso piano il rivestimento e le cornici dei serramenti"

### Gli impianti
"Una importanza notevole  rivestono gli impianti, alloggiati nel secondo piano sotterraneo: posta pneumatica, centrale telefonica, gruppi di climatizzazione (rara a quei tempi in Italia), archivi, montacarichi, magazzini e ricoveri antiaerei per 500 persone."   "E Ponti volle non nascondere ma rendere visibile e visitabili le bellissime centrali." Gli apparecchi e gli arredi furono tutti revisionati con entusiasmo dai progettisti o da loro appositamente disegnati (e fonte di "avvio di studi sulla prefabbricazione, come le scale pronte Montecatini, studiate da Libera, Ponti, Soncini e Vaccaro").

## La progettazione globale
La meticolosa predisposizione progettistica, passione mia e dei miei collaboratori, scrive Ponti, assume nei disegni, oltre un valore tecnico, anche un valore morale di sforzo e uno estetico di grafia. Talvolta queste tavole assumono aspetti come l'ordinativo delle pietre, il cui interesse grafico ci pare assumere un suo valore astratto, al di là dello scopo pratico. Questa nostra passione progettistica si è accompagnata all'entusiasmo della revisione di tutti quanti i particolari, dagli impianti ai procedimenti, agli apparecchi, alle lampade etc: di tutto quanto cioè appariva da rivedere, da migliorare, da sperimentare e da prevedere. Dalla illuminazione di gala al percorso turistico per visitare il palazzo s'è cercato di prevedere tutto il prevedibile, di intervenire in ogni dove."

## Bombardamento e ricostruzione
"In un bombardamento durante la seconda Guerra Mondiale, l'edificio fu seriamente danneggiato. In occasione della ricostruzione delle ali laterali, Donegani volle realizzare l'elevazione dell'edificio, portando i piani da otto a nove. Ponti era fermamente contrario a questa modifica, che sentiva ledere il carattere di forma finita dell'opera. Ma Donegani motivò la decisione affermando che un edificio funzionale accresciuto di un piano funziona di più."